# Chrysolampra monstrosa
Chrysolampra monstrosa es un coleóptero de la familia Chrysomelidae.
Fue descrita científicamente en 1988 por Tan.